# Nuaillé-sur-Boutonne
Nuaillé-sur-Boutonne era una comuna francesa que estaba situada en el departamento de Charente Marítimo, de la región de Nueva Aquitania, que el 1 de enero de 2025 pasó a formar parte de la comuna nueva de Rives-de-Boutonne como comuna delegada.

## Demografía
| Gráfica de evolución demográfica de Nuaillé-sur-Boutonne entre 1800 y 2022 |
|                                                                            |

Los datos demográficos contemplados en este gráfico de la comuna de Nuaillé-sur-Boutonne se han cogido de 1800 a 1999 de la página francesa EHESS/Cassini, y los demás datos de la página del INSEE.